# Ivan David
Ivan David (* 24. září 1952 Praha) je český psychiatr a politik, v letech 1998 až 1999 ministr zdravotnictví ČR v Zemanově vládě, v letech 1998 až 2002 poslanec Poslanecké sněmovny PČR. V letech 1993 až 2015 byl členem ČSSD, působil i jako člen jejího Ústředního výboru. V roce 2019 vstoupil do hnutí SPD, za které je od stejného roku poslancem Evropského parlamentu. V letech 2005 až 2008 působil též jako ředitel Psychiatrické léčebny v Bohnicích. 

## Životopis
Je vnukem Jindřicha Šnobla, někdejšího poslance a podnikového ředitele ČKD-Stalingrad, pronásledovaného v politických procesech. 
Absolvoval pražské Gymnázium Na Pražačce a Fakultu všeobecného lékařství Univerzity Karlovy. Poté pracoval jako psychiatr v praxi a ve výzkumu psychofarmak a elektrofyziologie, na Psychiatrické klinice Univerzity Karlovy v Praze 2 (1978–1986) a ve Výzkumném ústavu psychiatrickém (později Psychiatrické centrum Praha) v letech 1986 až 1997, v Psychiatrické léčebně v Bohnicích jako ředitel (2005 – 2008), jako náměstek ředitele (2008 – 2017) a jako soudní znalec (do roku 2024). 
Dále pracoval na psychiatrických odděleních Praha 3, Praha 5, protialkoholním oddělení Fakultní nemocnice Praha 2 (1982), řadu let na částečný úvazek na Psychiatrické katedře Institutu pro doškolování lékařů a farmaceutů (ILF). Publikoval odborné články, přednesl řadu přednášek odborných i populárních pro veřejnost. 
Během svého působení v Psychiatrické nemocnici v Bohnicích připravil mezinárodní edukativní putovní výstavu s názvem Příběh nemocné duše, jejíž součástí byl také stejnojmenný dokumentární film. Jako člen České psychiatrické společnosti se několikrát kriticky vyjádřil k reformě psychiatrické péče.Ivan David žije v Praze.

## Politická kariéra
Před vstupem do ČSSD v roce 1993 byl mluvčím hnutí Levá alternativa (1990).

#### Politické působení v České straně sociálně demokratické
Za ČSSD byl opakovaně nominován jako kandidát do voleb do zastupitelstev, do Poslanecké sněmovny a Senátu většinou na nevolitelných místech nebo v obvodech bez naděje na úspěch. Za ČSSD neúspěšně v Praze kandidoval ve sněmovních volbách 1996, ve volbách 1998 uspěl, v roce 2010 kandidoval neúspěšně. V letech 1996 a 2004 za ČSSD na Praze 11 neúspěšně kandidoval do Senátu 1996 v druhém kole, dále dvakrát neúspěšně. 
Byl šestnáct let členem zastupitelstva za ČSSD městské části Praha-Dubeč a členem jejího Ústředního výboru. Tuto politickou stranu opustil na konci roku 2015.

#### Politické působení v hnutí Svoboda a přímá demokracie
V komunálních volbách v roce 2018 neúspěšně kandidoval do Zastupitelstva hlavního města Prahy z 23. místa kandidátky hnutí Svoboda a přímá demokracie (SPD). Ve volbách do Senátu PČR v roce 2018 neúspěšně kandidoval za SPD v obvodu č. 17 – Praha 12.
Od roku 2019 je členem hnutí Svoboda a přímá demokracie a zároveň byl jejím lídrem pro volby do Evropského parlamentu v roce 2019. Získal 33 055 preferenčních hlasů a byl zvolen europoslancem.
V komunálních volbách v roce 2022 neúspěšně kandidoval jako člen SPD z 6. místa kandidátky subjektu „SPD, Trikolora, Hnutí PES a nezávislí společně pro Prahu“ do Zastupitelstva hlavního města Prahy. V roce 2022 rovněž kandidoval do zastupitelstva Prahy 2, a to z 6. místa kandidátky subjektu „Hnutí SPD pro Prahu 2 s podporou Trikolory a nezávislých kandidátů“, ale nebyl zvolen.
Na začátku prosince 2021 byl zvolen členem předsednictva hnutí Svoboda a přímá demokracie. Funkci poté obhájil také na celostátní konferenci hnutí v dubnu 2024.

#### Politické působení v Evropském parlamentu
V Evropském parlamentu je členem politické skupiny Identita a demokracie a je řádným členem a koordinátorem ve Výboru pro zemědělství a rozvoj venkova a náhradníkem ve Výboru pro životní prostředí a dalších. Při hlasování Evropského parlamentu z 26. března 2020 o dvou návrzích poskytujících pomoc 37 miliard eur státům Evropské unie a firmám v boji proti koronavirové pandemii s cílem zmírnit ekonomické dopady, byl jako jediný ze 705 europoslanců proti. Argumentoval strmým růstem zadlužení Evropské komise a manipulativním rozdělováním dotací. Opakovaně hlasoval proti Green Dealu, proti imigrační politice EU a proti podpoře Ukrajiny ve válce s Ruskem.
Ve volbách do Evropského parlamentu v červnu 2024 obhajoval mandát europoslance jako člen hnutí SPD na 2. místě kandidátky koalice „SPD a Trikolora“. Vlivem preferenčních hlasů (získal jich 30 892) předběhl lídra kandidátky Petra Macha a mandát europoslance obhájil.

#### Kontroverze a politická stanoviska
Po ruské invazi na Ukrajinu v únoru 2022 v europarlamentu hlasoval proti sankcím vůči Rusku, neboť to vnímal jako poškozování evropské ekonomiky a upozorňoval na absenci znalostí hlasujících poslanců o historii vývoje konfliktu na Ukrajině. Na své oficiální stránce na sociální síti Facebook se k hlasování vyjádřil takto:
Zrušení dovozu energetických surovin bude znamenat jejich absolutní nedostatek. Jejich ceny stoupnou nejen zvýšenou poptávkou při nedostatku na trhu, ale také spekulacemi vývozců (nejen Ruska), zpracovatelů, například rafinérií, elektráren, ale i koncových prodejců, pumpařů, dodavatelů tepla, atd. Zvýšené ceny energií se promítnou do všech cen, u některých výrobců naprosto dramaticky.
Ivan David, profil na sociální síti Facebook
Opakovaně kritizoval Fialův kabinet za vojenskou podporu Ukrajiny a vyzýval k omezení podpory na humanitární a vyvíjení politického tlaku na pokračování přerušených diplomatických jednání s cílem dosáhnout co nejdřívějšího příměří, než se konflikt ještě více rozšíří. 
Think tank Evropské hodnoty, v němž působí jako 1. zástupce ředitele lobbista Jakub Janda, jej v roce 2021 zařadil na první místo seznamu nejvýraznějších českých politiků šířících dezinformace. Z raketového útoku na evakuované ukrajinské civilisty v Kramatorsku 7. dubna 2022 obvinil Ukrajinu.  Sdílel tvrzení Tuckera Carlsona o ukrajinských biolaboratořích, který se v nich odkazoval na slyšení Victorie Nulandové. Tato tvrzení byla americkými a českými médii a fact-checkery označeny za dezinformace. Ve vysílání Událostí, komentářů 29. června se vyjádřil, že obchodní centrum v Kremenčuku, na které byl 27. června 2022 proveden raketový útok, původně viděl pomocí Map Google jako uzavřené a že tato informace byla později v médiích změněna (ve smyslu vyvrácena).
V roce 2025 hlasoval jako jeden ze dvou europoslanců proti schválení návrhu zákona „Boj proti pohlavnímu zneužívání dětí" zpřísňujícího pravidla pro obrazový materiál znázorňující sexuální násilí na dětech (pro bylo 599 europoslanců).

## Působení mimo vrcholovou politiku
Ivan David byl předsedou Českého klubu skeptiků Sisyfos. Z tohoto klubu později vystoupil s odůvodněním, že ostatní členové klubu nebyli dostatečně skeptičtí, a to především vůči vlastním názorům a přesvědčením. 
V roce 2014 založil internetové publicistické médium Nová republika. Spolek Nové republiky je od roku 2015 spolupořadatelem Jihlavských seminářů, účastníkem Vratimovských seminářů a Litoměřických odborných seminářů, pořádaných mimo jiné také KSČM. Médium Nová republika od r. aktuálně vede režisér Václav Dvořák.

### Výstava "Příběh nemocné duše"
Ojedinělá mezinárodní edukativní výstava o historii péče o duševně nemocné pacienty začala v pražském Muzeu policie a poukazovala mimo jiné na to, že v dějinách často přicházela místo pomoci a léčení spíše represe. V nejtemnějších dobách, k jakým patří třeba údobí nacismu, pak čekalo duševně nemocné i vraždění. Dějiny psychiatrie odrážejí dějiny lidstva.
Duševní nemoc dlouho znamenala izolaci a omezování svobody. Zlom přišel teprve před několika desítkami let. V mnoha evropských zemích má psychiatrie svá muzea, v Česku plány nevyšly. Po pěti letech ale vznikla výstava pod záštitou MUDr. Ivana Davida, s cílem ukázat, že psychiatrie slouží v prvé řadě jako pomoc trpícím lidem. Ivan David se o výstavě vyjádřil takto:
„O duševních poruchách a jejich léčení se mezi lidmi ví velice málo. Je to možná proto, že náš obor je tak trošku tajemný a vždycky byl trochu na okraji zájmu veřejnosti.“
MUDr. Ivan David, CSc., ct24.ceskatelevize.cz
Stejnojmenný dokumentární film Příběh nemocné duše, který vznikl jako součást výstavy, byl vytvořen pomocí animace obrázků dokumentujících historický vývoj pohledu na duševní choroby a ošetřování duševně nemocných. Doprovázen čteným komentářem stručnou, jednoduchou a zábavnou formou seznamuje širokou veřejnost s touto společensky významnou kapitolou kulturní historie lidstva. Ivan David je autorem scénáře.

## Ocenění
- Cena Unie českých spisovatelů (2016)

## Dílo

### Odborné publikace
- Možnosti počítačové farmakoelektroencefalografie psychofarmak - autoreferát vypr. na Vědecké radě 1. lékařské fak. UK v Praze (1991)
- Konsolidace zdravotnictví ČR 1996 - 2000 -  širší zdravotnický program ČSSD (1996)
- Děti a drogy: legislativa, praxe, léčba, prevence - sborník z konference, Medias res[48] (2019)

### Knihy
- My byli jsme a budem! - literární rozhovor a sbírka politických komentářů[49], vydáno s podporou Evropského parlamentu (2023)

### Výstavy
- Příběh nemocné duše - mezinárodní edukativní putovní výstava na téma psychiatrických onemocnění[2][3][4][5]

### Scénáře
- Příběh nemocné duše - dokumentární film u příležitosti stejnojmenné putovní výstavy, která byla představena veřejnosti v listopadu 2011 v Muzeu Policie ČR v Praze[2][47][50]